# Trolovi
 Ovo je glavno značenje pojma Trolovi. Za druga značenja pogledajte Trolovi (razdvojba).
Trolovi su stvorenja iz nordijske mitologije, divovski i nezgrapni stanovnici divljine.  Načini na koje ih se prikazuje se razlikuju, ali obično su to stvorenja s velikim nosovima, dugim stopalima i dlakavim tijelima, neprijateljski raspoložena prema ljudima. U nekim pričama trolovi su noćna bića koja se izlaganjem sunčevoj svjetlosti pretvaraju u kamen.